# Sygmunt Stein
Sygmunt Stein, né en 1899 dans les environs de Lvov, en Galicie, dans une famille de confession juive, et mort le 18 mars 1968 à Paris, est un militant communiste tchèque.

## Biographie
Sygmunt Stein est envoyé par l'Internationale communiste en Espagne en 1936 durant la guerre civile espagnole, comme commissaire à la propagande dans les Brigades internationales, où il côtoie le communiste français André Marty, un des dirigeants des Brigades internationales. Il combat dans la compagnie juive Botwin, qui fait partie de la XIIIe Brigade Internationale. 
Sa foi communiste est ébranlée par les procès de Moscou durant la Grande Terreur initiée par Staline, de 1936 à 1938, et, de retour d'Espagne, il s'installe à Paris en 1938. Il travaille dans la confection et il écrit ses mémoires sur la guerre civile espagnole en 1961, Ma guerre d'Espagne, où il donne une image peu flatteuse d'André Marty, décrit comme un homme violent. Il s'éloigne par la suite de l'idéal communiste et termine sa vie à Paris.